# Hexatoma (Eriocera) jocularis
Hexatoma (Eriocera) jocularis is een tweevleugelige uit de familie steltmuggen (Limoniidae). De soort komt voor in het Neotropisch gebied.